# 베브차니시

베브차니 시의 위치

베브차니시(마케도니아어: Општина Вевчани)는 마케도니아 공화국 서부에 위치한 지방 자치체이다 행정 중심지는 베브차니이고 면적은 22.8km2, 인구는 2,433명(2002년 기준)이다. 북쪽과 동쪽, 남쪽으로는 스트루가 시와 접하며 서쪽으로는 알바니아와 국경을 접한다.